# Nitrat de peroxiacetil

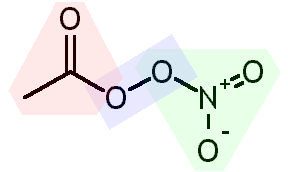
Nitrat de peroxiacetil. El grup acetil en color rosa, el peroxi en blau i el nitrat en verd.

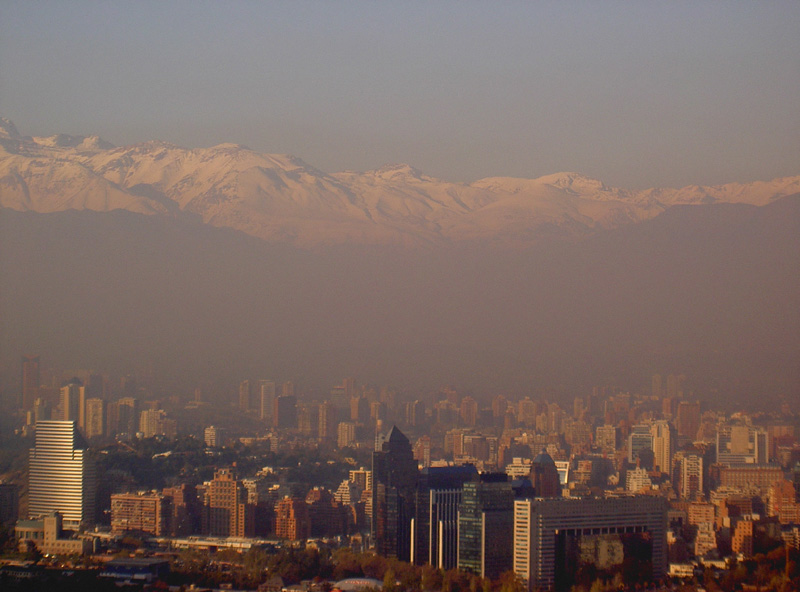
La boira fotoquímica conté elevades quantitats d'ozó i de nitrats de peroxiacetil. S'origina a les ciutats, però el vent l'espandeix també als voltants.

El nitrat de peroxiacetil o PAN és una molècula que es forma en cas de contaminació atmosfèrica, i en particular de la boira fotoquímica, de la qual és, amb l'ozó els productes d'oxidació. En realitat es tracta d'un conjunt de molècules de fórmula química R-CO₂-O-NO₂, on R pot ser qualsevol cadena, i que es forma per combinació de diòxid de nitrogen (NO₂) i un radical peroxiacetil (R-OO) en presència d'oxigen (O₂). Els PAN són gasos que es consideren especialment tòxics per als conreus, espais naturals i en general pels vegetals. També són tòxics i irritants per les persones, a les que amb el temps pot causar càncer de pell.
És un contaminant secundari, és a dir que es forma per la interacció química entre els contaminants primaris (els evacuats directament de ximeneies, vehicles, etc.) i els components naturals de l'atmosfera (bàsicament nitrogen i oxigen). Els contaminants secundaris més freqüents a l'atmosfera són, a més dels PAN, el triòxid de sofre (SO₃), els nitrats (NO₃), l'àcid sulfúric (H₂SO₄) i l'ozó (O₃).

## Efectes als éssers humans i animals
El PAN és tòxic pels éssers vius en general, es dissol en la humitat de l'aire ambient i entra als animals a través de les mucoses (ulls, nas, boca, etc.). Segons el grau d'humitat entra més o menys profundament fins als pulmons. És molt irritant, els seus efectes es noten a partir de l'ordre d'unes unitats de parts per milió i és lacrimogen. A llarg termini, pot ser una causa de càncer de pell.

## Efectes a la vegetació
Forma part del grup; amb l'ozó (també originat a la boira fotoquímica), l'etè i el diòxid de sofre (SO₂); dels contaminants més fitotòxics. El PAN entra a la planta a través dels seus estomes al procés de la respiració i destrueix la clorofil·la, cosa que interromp la fotosíntesi. En el millor cas, el creixement i desenvolupament de la planta es fa més lent i dificultós, però aquesta pot arribar fins i tot a morir.